# Benjamín Boza
Benjamín Boza Filiberto (Ica, Perú, 15 de abril de 1846 - Lima, 1921) fue un abogado y político peruano. Prominente miembro del Partido Demócrata o pierolista, durante el segundo gobierno de Nicolás de Piérola fue Ministro de Gobierno (1895-1897). Fue dos veces elegido senador por Ica y fue presidente del Senado de 1899 a 1901. Asimismo, fue alcalde de Lima, de 1900 a 1901. En 1914 integró la Junta de Gobierno presidida por Óscar R. Benavides, en calidad de Ministro de Fomento.

## Biografía
Nacido en Ica, fue hijo de José Ramón de Boza y Rivera y María Filiberto. Su familia, vinculada a los marqueses de Casa Boza, era propietaria de importantes haciendas en Ica.
Inició su educación secundaria en el Colegio Nacional San Luis Gonzaga de su ciudad natal (1857-1858) y, trasladado en Lima, la terminó en el Seminario de Santo Toribio (1859-1861). En 1862 ingresó al Convictorio de San Carlos donde se graduó de bachiller Jurisprudencia en 1864, con su tesis «El matrimonio es por su naturaleza perpetuo». El 7 de agosto de 1867 se recibió como abogado.
Retornó a Ica para hacerse cargo de los negocios familiares. Fue nombrado superintendente del ferrocarril de Pisco a Ica (1871-1881). Estuvo entre los fundadores del Partido Demócrata (1882), organización política liderada por Nicolás de Piérola, cuyo comité directivo integró.
Se sumó a la revolución encabezada por Piérola contra el segundo gobierno del general Andrés A. Cáceres. Participó en la toma de Lima del 17 de marzo de 1895. Ya bajo la presidencia constitucional de Piérola, fue Ministro de Gobierno, del 30 de noviembre de 1895 a 5 de agosto de 1896.
Asimismo, fue elegido senador por Ica, cargo que desempeñó de 1895 a 1902, llegando a ser presidente de su cámara entre 1899 y 1900. También fue miembro del Concejo Municipal de Lima de 1896 a 1900 y alcalde metropolitano en este último año. Su partido perdió las elecciones municipales de diciembre de 1900 enfrentando una lista independiente encabezada por Federico Elguera Seminario.
Cuando Piérola finalizó su gobierno en 1899, Boza se asoció con él en la organización de la sociedad «La Colmena», que hizo la primera ampliación del área urbana de Lima.
Poco después del fallecimiento de Piérola (1913), fue elegido presidente del Partido Demócrata.
Cuando se produjo el golpe de Estado del 4 de febrero de 1914, que encabezó el coronel Óscar R. Benavides, Boza integró la Junta de Gobierno, asumiendo el Ministerio de Fomento, cargo que desempeñó hasta el 15 de mayo de 1914.